# BBA EL 30 T
Die Baureihe EL 30 T des Betriebes für Bergbauausrüstungen Aue (BBA) bezeichnet eine Elektrolokomotive, die von 1980 bis 1985 gebaut wurde. Insgesamt wurden neun EL 30 T für den Bergbaubetrieb 9 der SDAG Wismut gebaut.

## Entwicklung
Im Bergbaubetrieb 9 wurde für die Hauptstrecken eine leistungsfähige Fahrdrahtlok benötigt. Da die ebenfalls im Betrieb eingesetzte LEW EL 6 wegen ihrer Größe nicht für alle Strecken geeignet war, entschloss man sich zum Bau dieser Tandemlok nach dem Vorbild der B 660. Als Spenderloks fungierten EL 30.

## Konstruktive Merkmale

### Mechanik
In der Werkstatt des Bergbaubetriebes 9 wurde aus zwei EL 30 die EL 30 T gebaut. Die Lokomotive besitzt einen Außenrahmen, der die tragende Konstruktion darstellte. Das Führerhaus einer B 660 wurde als Sänfte zwischen den beiden gegeneinander gestellten Spenderloks aufgehängt. Die ursprünglichen Führerhäuser der EL 30 wurden in Höhe des Portals waagerecht abgeschnitten und der Einstieg mit einer Stahlplatte verschlossen. Eine Handspindelbremse dient als Feststellbremse.

### Elektrik
Angetrieben wird jede der vier Achsen mit einem Tatzlagerfahrmotor. Gesteuert werden die parallel geschalteten Gleichstrom-Reihenschlussmotoren über Widerstände. Mit dem Nockenfahrschalter können die Fahr- und Bremsstufen ausgewählt werden. Neben der mechanischen Feststellbremse verfügt sie über eine elektrische Widerstandsbremse. Die Lok verfügt über eine in den Fahrschalter integrierte Totmannschaltung, die mit dem linken Fuß betätigt wird. Sie dient dem Arbeitsschutz, indem sie verhindert, dass die Lok bedient wird, während der Lokführer sich außerhalb des Führerhauses befindet. Aufgrund des eingeschränkten Lichtraumes unter Tage hatte das Fahren ohne eingestiegenen Lokführer zu schweren, oft tödlichen Arbeitsunfällen geführt.

## Sonstiges

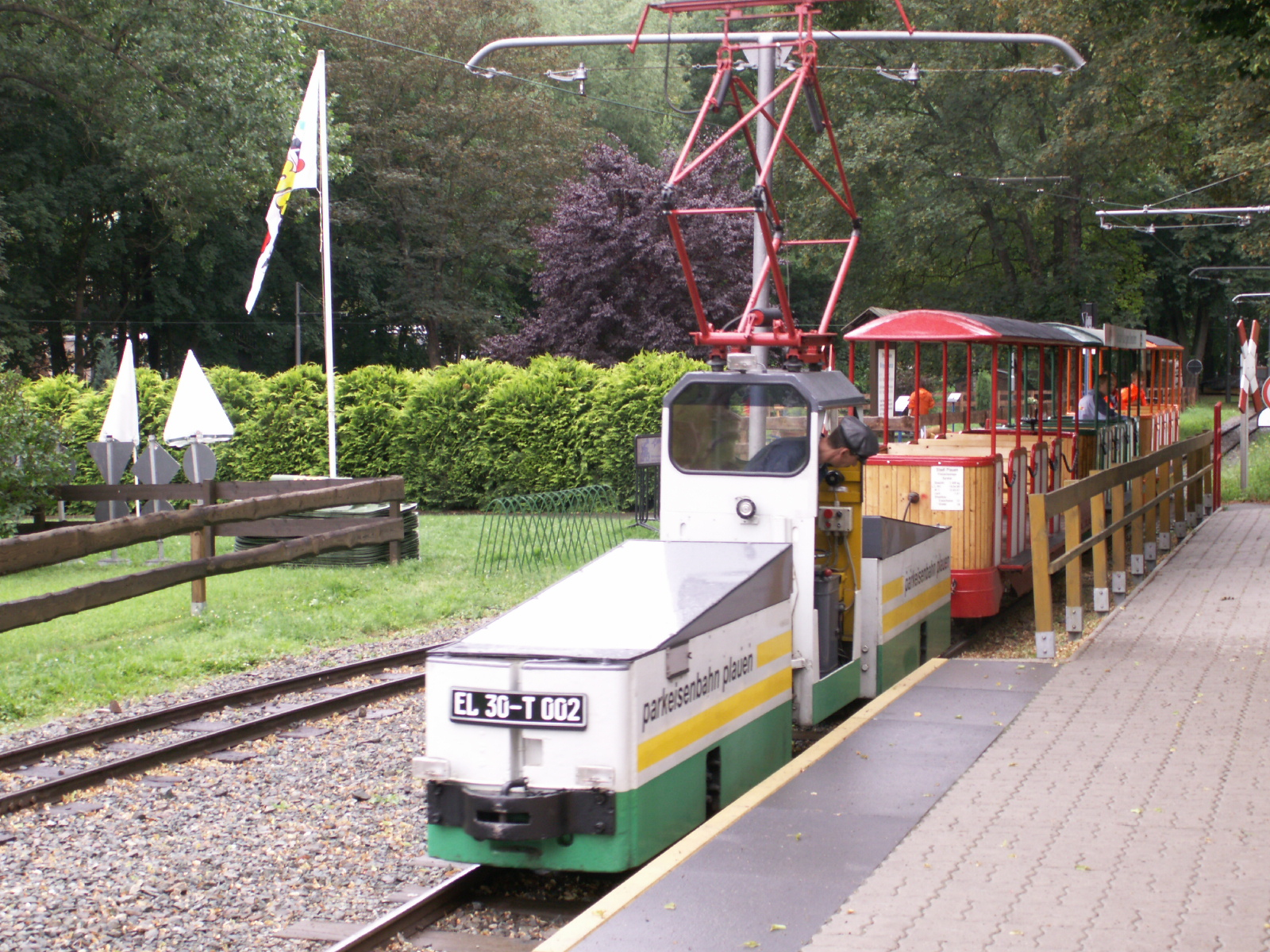
EL 30 T-002 der Parkeisenbahn Plauen

Zwei EL 30 T wurden etwa 2000/2001 an die Parkeisenbahn Plauen abgegeben. Diese Loks wurden auf Einzelstromabnehmer umgerüstet, der auf dem Dach des Führerhauses angebracht wurde. Die beiden Motorwagen wurden mit keilförmigen Abdeckungen versehen. Die Bezeichnung wurde nicht geändert.